# Bradyrhizobiaceae
Las Bradyrhizobiaceae son una familia de bacterias, con diez géneros; incluyendo bacterias asociadas a plantas como Bradyrhizobium, un género de rhizobia que establecen simbiosis con algunas leguminosas. También con animales como Afipia felis, formalmente causante de la enfermedad por arañazo de gato. Otras son de vida libre, como Rhodopseudomonas, una bacteria fotosintética púrpura hallada en aguas marinas y en suelos.
- Datos: Q147179
- Multimedia: Bradyrhizobiaceae / Q147179
- Especies: Bradyrhizobiaceae